# Pteridotelus
Pteridotelus – rodzaj chrząszczy z rodziny kózkowatych. 

## Zasięg występowania
Przedstawiciele tego rodzaju występują w  Ameryce Płn i Południowej.

## Systematyka
Do Pteridotelus zaliczane są 2 gatunki:
- Pteridotelus laticornis
- Pteridotelus pupillatus.